# R176-os főút (Oroszország)
Az R176 „Vjatka” főút (oroszul: Федеральная автомобильная дорога  «Вятка») Oroszország egyik szövetségi jelentőségű autóútja az európai országrészen, Csebokszári–Joskar-Ola–Kirov–Sziktivkar között. Hossza: 872 km.

## Útvonal
Csuvasföld északi peremén, Csebokszári közelében, az  „Volga” főútról indul ki északkelet felé. A Csebokszári-vízerőmű duzzasztógátjának koronáján vezet át a Volgán. Előbb Mariföldet szeli át északi irányba, majd a Kirovi területet. Kotyelnyics közelében éri el a Vjatka folyót, melyről a főutat elnevezték, de nem keresztezi, hanem a jobb partja mentén északkelet felé tart. Murigino mellett kb. 30 km hosszú leágazás vezet Kirovba, a főút pedig északnyugat felé folytatódik és Komiföld déli vidékén átvágva  éri el Sziktivkart.
Csuvasföld
- Csebokszári
- Kugeszi
- Novocsebokszarszk

a Csebokszari-vízerőmű gátja a Volgán
Mariföld
Híd a Nagy-Koksaga folyón
- Joskar-Ola --> A295-ös főút Volzsszk felé
- Orsanka

Kirovi terület
- Jaranszk
- Tuzsa
- Kotyelnyics

Híd a Moloma folyón
- Orlov
- Murigino --> leágazás Kirovba
- Jurja
- Murasi

Komiföld
- Objacsevo
- Vizinga
- Vilgort
- Sziktivkar